# MTV Movie Awards 2010
MTV Movie Awards 2010 — церемония вручения кинонаград канала MTV, которая прошла 6 июня 2010 г. в здании амфитеатра Гибсон (Юнивёрсал-сити, Лос-Анджелес, Калифорния, США). Ведущим ежегодной церемонии был актёр и комик Азиз Ансари, известный по своим ролям в фильмах «Побег из Вегаса», "Приколисты ", «Люблю тебя, чувак».

## Исполнители
Церемония награждения прошла совместно с выступлением следующих музыкантов:
- Эд Хелмс, Кен Джонг, Лес Гроссман и Дженнифер Лопес — Dance Medley
- Кэти Перри и Snoop Dogg — «California Gurls»
- Кристина Агилера — Medley: «Bionic/Not Myself Tonight/Woohoo»

## Статистика
Фильмы, получившие наибольшее число номинаций.
| Фильм                                                                    | номинации |
| ------------------------------------------------------------------------ | --------- |
| Мальчишник в Вегасе / The Hangover                                       | 6         |
| Сумерки. Сага. Новолуние / The Twilight Saga: New Moon                   | 5         |
| Аватар / Avatar                                                          | 5         |
| Предложение / The Proposal                                               | 4         |
| Гарри Поттер и Принц-полукровка / Harry Potter and the Half-Blood Prince | 4         |

## Победители и номинанты

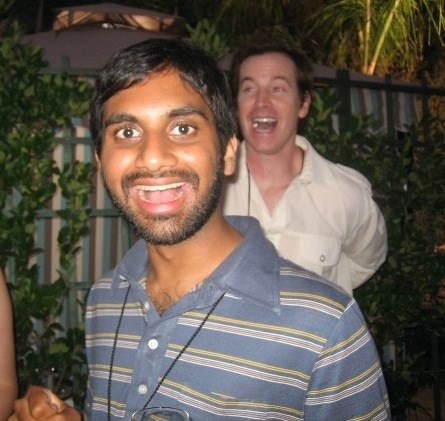
Ведущий церемонии Азиз Ансари

Победители написаны первыми и выделены жирным шрифтом.

### Лучший фильм
Награду вручали: Камерон Диас и Том Круз.
Сумерки. Сага. Новолуние (англ. The Twilight Saga: New Moon)
- Алиса в стране чудес (англ. Alice in Wonderland)
- Аватар (англ. Avatar)
- Мальчишник в Вегасе (англ. The Hangover)
- Гарри Поттер и Принц-полукровка (англ. Harry Potter and the Half-Blood Prince)

### Лучшая мужская роль
Награду вручали: Джессика Альба и Ванесса Хадженс.
Роберт Паттинсон в Сумерки. Сага. Новолуние (англ. The Twilight Saga: New Moon)
- Зак Эфрон в Папе снова 17 (англ. 17 Again)
- Тейлор Лотнер в Сумерки. Сага. Новолуние (англ. The Twilight Saga: New Moon)
- Дэниел Рэдклифф в Гарри Поттер и Принц-полукровка (англ. Harry Potter and the Half-Blood Prince)
- Ченнинг Татум в Дорогой Джон (англ. Dear John)

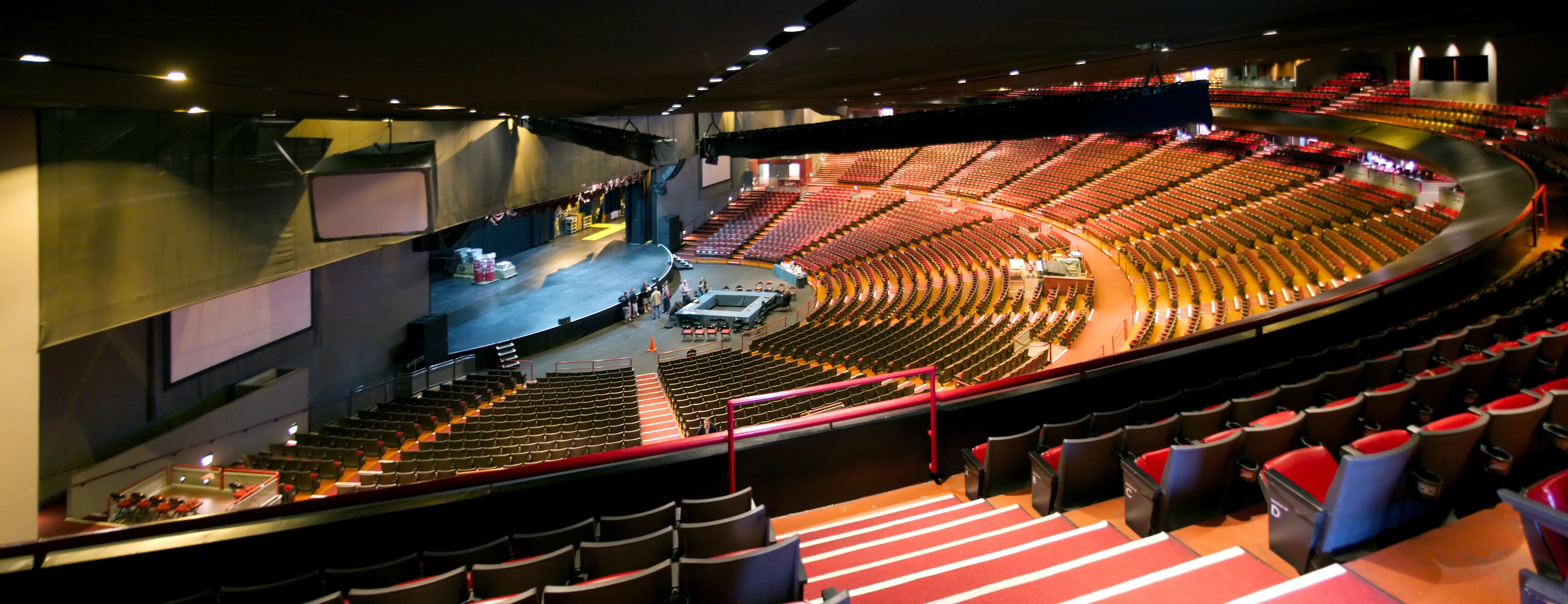
«Амфитеатр Гибсон» — место проведения шоу

### Лучшая женская роль
Награду вручали: Адам Сэндлер, Кевин Джеймс, Крис Рок, Дэвид Спейд и Роб Шнайдер.
Кристен Стюарт в Сумерки. Сага. Новолуние (англ. The Twilight Saga: New Moon)
- Сандра Буллок в Невидимая сторона (англ. The Blind Side)
- Аманда Сейфрид в Дорогой Джон (англ. Dear John)
- Зои Салдана в Аватар (англ. Avatar)
- Эмма Уотсон в Гарри Поттер и Принц-полукровка (англ. Harry Potter and the Half-Blood Prince)

### Прорыв года
Награду вручали: Джона Хилл, Рассел Брэнд и Пафф Дэдди.
Анна Кендрик в Мне бы в небо (англ. Up in the Air)
- Куинтон Аарон в Невидимая сторона (англ. The Blind Side)
- Зак Галифианакис в Мальчишник в Вегасе (англ. The Hangover)
- Логан Лерман в Перси Джексон и похититель молний (англ. Percy Jackson and the Olympians: The Lightning Thief)
- Крис Пайн в Звёздный путь (англ. Star Trek)
- Габури Сидибе в Сокровище (англ. Precious: Based on the Novel Push by Sapphire)

### Лучший злодей
Награду вручали: Сэмюэл Л. Джексон, Ева Мендес, Дуэйн Джонсон, Марк Уолберг и Уилл Феррелл.
Том Фелтон в Гарри Поттер и Принц-полукровка
- Хелена Бонэм Картер в Алиса в стране чудес (англ. Alice in Wonderland)
- Кен Джонг в Мальчишник в Вегасе (англ. The Hangover)
- Стивен Лэнг в Аватар (англ. Avatar)
- Кристоф Вальц в Бесславные ублюдки (англ. Inglourious Basterds)

### Лучшая комедийная роль
Награду вручали: Зак Эфрон.
Зак Галифианакис в Мальчишник в Вегасе (англ. The Hangover)
- Сандра Буллок в Предложение (англ. The Proposal)
- Брэдли Купер в Мальчишник в Вегасе (англ. The Hangover)
- Райан Рейнольдс в Предложение (англ. The Proposal)
- Бен Стиллер в Ночь в музее 2 (англ. Night at the Museum: Battle of the Smithsonian)

### Лучший поцелуй
Награду вручали: Брэдли Купер и Джессика Бил.
Кристен Стюарт и Роберт Паттинсон в Сумерки. Сага. Новолуние (англ. The Twilight Saga: New Moon)
- Сандра Буллок и Райан Рейнольдс в Предложение (англ. The Proposal)
- Зои Салдана и Сэм Уортингтон в Аватар (англ. Avatar)
- Кристен Стюарт и Дакота Фэннинг в Ранэвэйс (англ. The Runaways)
- Тейлор Свифт и Тейлор Лотнер в День Святого Валентина (англ. Valentine's Day)

### Лучшая драка
Бейонсе против Эли Лартер (в Одержимость (англ. Obsessed))
- Роберт Дауни-младший против Марк Стронг (в Шерлок Холмс)
- Хью Джекман и Лев Шрайбер против Райан Рейнольдс (в Люди Икс: Начало. Росомаха (англ. X-Men Origins: Wolverine))
- Логан Лерман против Джейк Абель (в Перси Джексон и похититель молний (англ. Percy Jackson and the Olympians: The Lightning Thief))
- Сэм Уортингтон против Стивен Лэнг (в Аватар (англ. Avatar))

### Самый безумный эпизод («Что это было?»)
Награду вручали: Майкл Сера, Киран Калкин, Анна Кендрик и Обри Плаза.
Голый сюрприз в багажнике — Кен Джонг в Мальчишник в Вегасе (англ. The Hangover))
- Билл Мюррей?! Зомби?! — Билл Мюррей (в Добро пожаловать в Зомбилэнд (англ. Zombieland))
- Выбор подвенечного платья — Бетти Уайт (в Предложение (англ. The Proposal))
- Неожиданная трансформация — Изабель Лукас (в Трансформеры: Месть падших (англ. Transformers: Revenge of the Fallen))
- Тошнит таинственной чёрной Тиной — Меган Фокс (в Тело Дженнифер (англ. Jennifer's Body))

### Страшная до чёртиков роль
Награду вручали: Стив Карелл и Пол Радд.
Аманда Сейфрид в Тело Дженнифер (англ. Jennifer's Body)
- Шарлто Копли в Район № 9 (англ. District 9)
- Джесси Айзенберг в Добро пожаловать в Зомбилэнд (англ. Zombieland)
- Кэти Фезерстон в Паранормальное явление (англ. Paranormal Activity)
- Элисон Ломан в Затащи меня в Ад (англ. Drag Me to Hell)

### Звезда, которая уделала всех
Награду вручали: Джеки Чан, Джейден Смит и Шон Уайт.
Рейн в Ниндзя-убийца (англ. Ninja Assassin)
- Анджелина Джоли в Солт (англ. Salt)
- Крис Пайн в Звёздный путь (англ. Star Trek)
- Ченнинг Татум в Бросок кобры (англ. G.I. Joe: The Rise of Cobra)
- Сэм Уортингтон в Битва титанов (англ. Clash of the Titans)

### Суперзвезда глобального масштаба
Роберт Паттинсон
- Тейлор Лотнер
- Джонни Депп
- Дэниел Рэдклифф
- Кристен Стюарт

### Признание поколений
Награду вручали: Бетти Уайт, Брэдли Купер и Скарлетт Йоханссон
- Сандра Буллок